# Dragon Age: Origins – Awakening
Dragon Age: Origins - Awakening é uma expansão para videojogo Dragon Age: Origins desenvolvida pela BioWare e publicada pela Electronic Arts em 16 de Março de 2010 para PC, Playstation 3 e Xbox 360. A expansão inclui um novo enredo, 5 novos companheiros, um antigo companheiro de Dragon Age: Origins, novos feitiços e habilidades, a possibilidade de alcançar níveis mais elevados e novos items.

## Jogabilidade
O jogador tem a opção de importar o personagem com o qual concluiu o jogo principal, ou de criar uma nova personagem para a expansão. No ultimo caso, a personagem será um Grey Warden de Orlais, podendo jogar através de uma nova Origem.[carece de fontes?]

## História
O enredo da expansão desenvolve-se a partir do jogo original. O jogador é escolhido como comandante dum novo forte dos Gray Wardens, Vigil's Keep, em Amaranthine, uma terra que foi doada à ordem para a ajudar a reerguer-se. Como comandante da região o personagem principal é encarregado de reorganizar os Grey Warden da região. Contudo, quando o jogador chega a Vigil's Keep, descobre que o forte foi atacado pelos darkspawn, liderados por um estranho darkspawn com capacidades para falar, algo incomum entre esta raça.
O objectivo das personagens será descobrir o verdadeiro propósito dos darkspawn, e enfrentar o misterioso Arquitecto, um darkspawn mais inteligente que o normal.[carece de fontes?]

### Personagens

#### Anders
Um dos novos companheiros que se juntam ao grupo do jogador principal é Anders, um mago criminoso, fugido da prisão.[carece de fontes?]

#### Sigrun
Mais uma nova companheira,que se junta ao grupo, uma guerreira Dwarf que foi lançada numa missão suicida pela Deep Roads em busca dos Darkspawn remanescentes.[carece de fontes?]